# Possessed (album)
Possessed – czwarty album studyjny w dyskografii ojców black metalu, angielskiej grupy Venom. Jest to ostatni album „klasycznego Venom”, po którym w zespole zaczęły się zmiany personalne i muzyczne. Pomimo tego, album został przyjęty gorzej wśród krytyków muzycznych niż poprzednie krążki. Został nagrany w studio Moorhall, czyli był pierwszym albumem Venom nagranym poza Impulse Studios. Był to też pierwszy album wydany w Polsce, przez wytwórnię Tonpress (na winylu), co przełożyło się na wzrost liczby fanów zespołu w Polsce.

## Lista utworów
1. „Powerdrive” – 3:14
2. „Flytrap” – 3:50
3. „Satanachist” – 2:43
4. „Burn This Place to the Ground” – 2:42
5. „Harmony Dies” – 2:42
6. „Possessed” – 4:52
7. „Hellchild” – 2:40
8. „Moonshine” – 3:19
9. „Wing and a Prayer” – 2:47
10. „Suffer Not the Children” – 3:07
11. „Voyeur” – 3:01
12. „Mystique” – 4:58
13. „Too Loud (For the Crowd)” – 3:02

## Dodatki na reedycji Castle Music/Sanctuary Group (2002)
1. „Nightmare (12" mix)” – 3:54
2. „F.O.A.D. (12" B-side)” – 3:05
3. „Warhead (12" B-side)” – 3:41
4. „Possessed (Remix)” – 5:14
5. „Witching Hour (Live)” – 4:17
6. „Teachers Pet/Poison/Teachers Pet (Live)” – 7:59

## Twórcy
- Cronos – wokal, gitara basowa
- Mantas – gitara elektryczna
- Abaddon – perkusja